# Маковський Володимир Єгорович
Маковський Володимир Єгорович (26 січня (7 лютого) 1846, Москва — 21 лютого 1920, Петроград) — російський живописець, академік (з 1873), дійсний член Петербурзької академії мистецтв (з 1893). Брат Костянтина та Миколи Маковських.

## Біографія
Народився в сім'ї московського діяча мистецтв Єгора Маковського, що походив зі зросійщеної польської родини. В 1861—1866 роках навчався в Московському училищі живопису, скульптури та архітектури в С. Зарянка. З 1872 року — член Товариства передвижників. В 1882—1894 роках викладав у Московському училищі живопису, скульптури та архітектури, в 1894—1918 роках — Петербурзькій академії мистецтв, з 1895 року був ректором. Серед учнів Маковського — А. Архипов, В. Бакшеєв та інші.

## Твори
Автор картин «Чекання» (1875), «Засуджений» (1879), «Крах банку» (1881), «Побачення» (1883), «На бульварі» (1886—87), «Не пущу» (1892, Київська національна картинна галерея), «Вечірка» (1875—97), «Допит революціонерки» (1904), «9 січня 1905 року на Васильєвському острові» (1905) та інших.
Багато живописних полотен, акварелей, офортів Маковський присвятив побутові та природі України, куди приїздив з 1880 року («Дівич-вечір», «Ярмарок на Україні», обидва — 1882; «Українка», 1882; «Українець», 1918; та ін.).
Більшість картин В. Маковського зберігається в Третьяковській галереї у Москві.

## Галерея

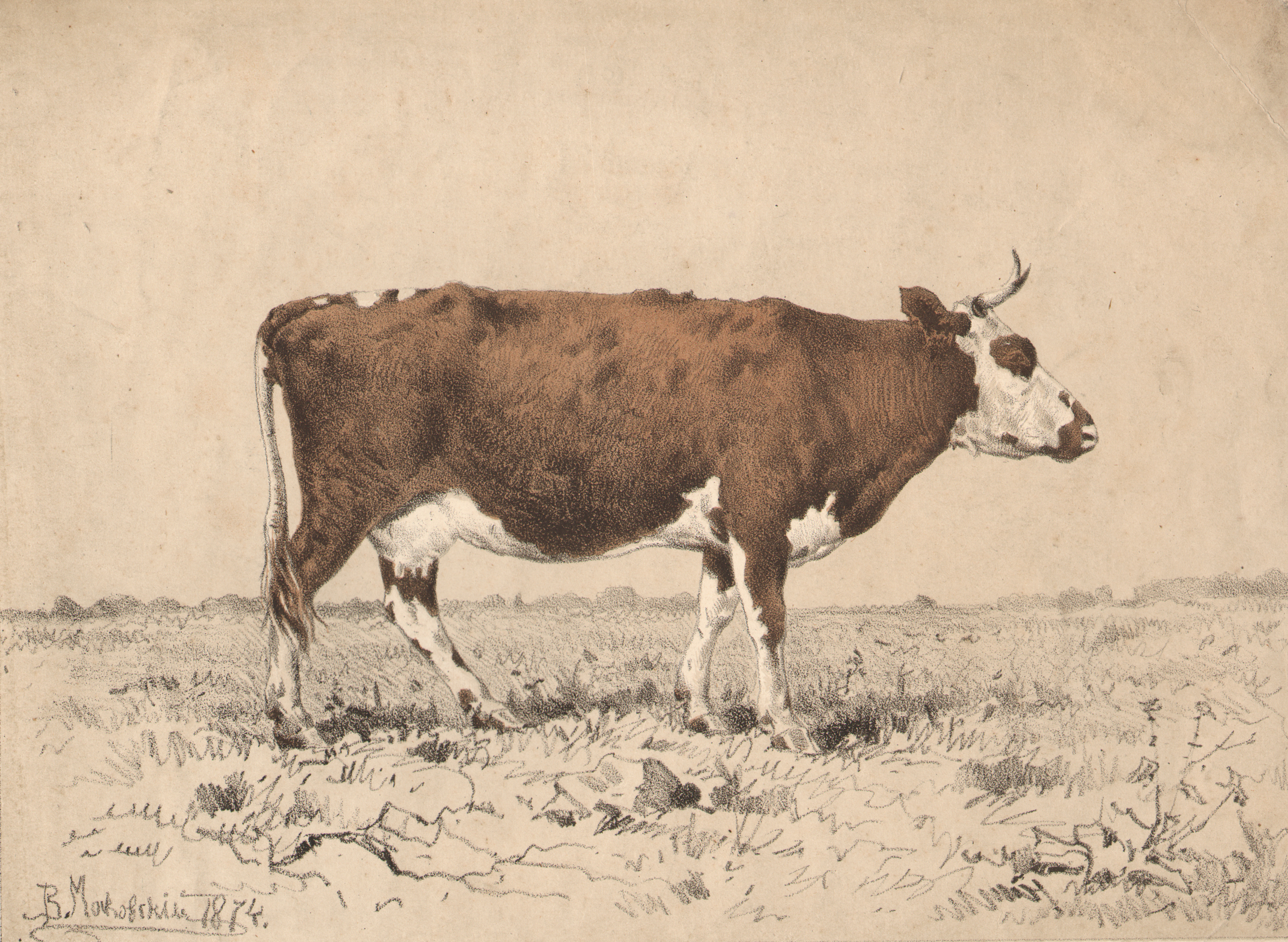
Корова ярославської породи, 1874, літографія
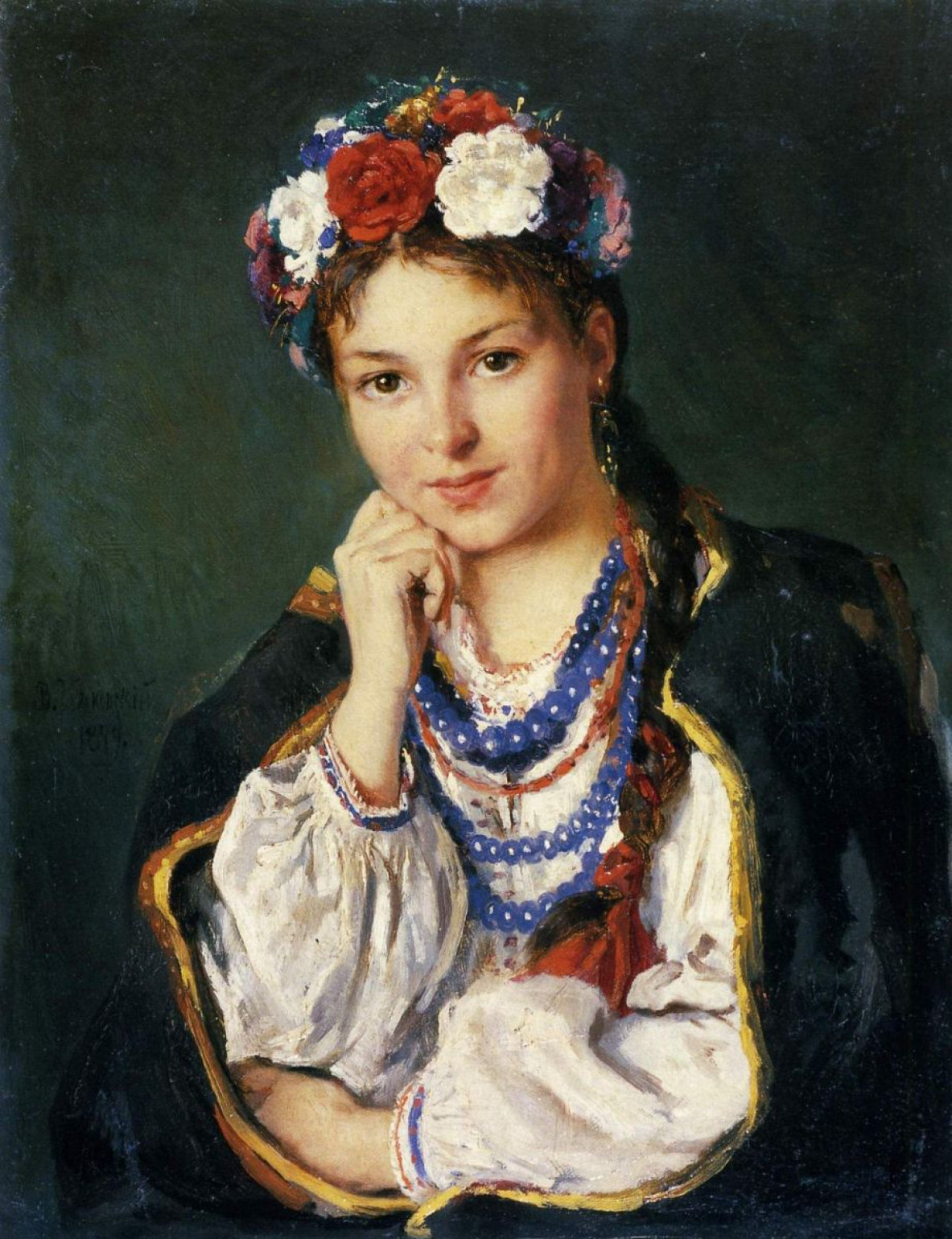
"Українська дівчина", 1879.
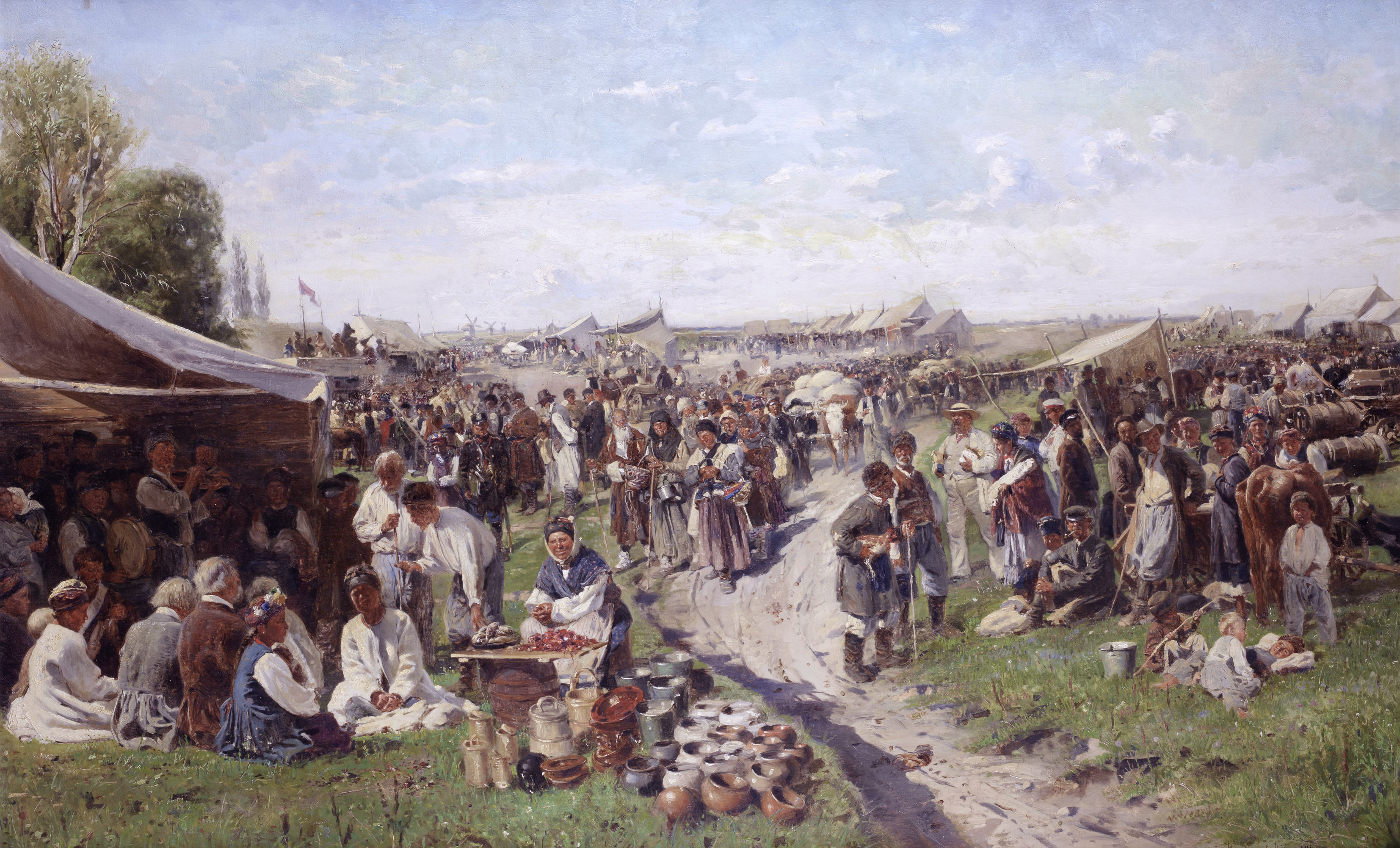
"Ярмарок в Україні", 1882.
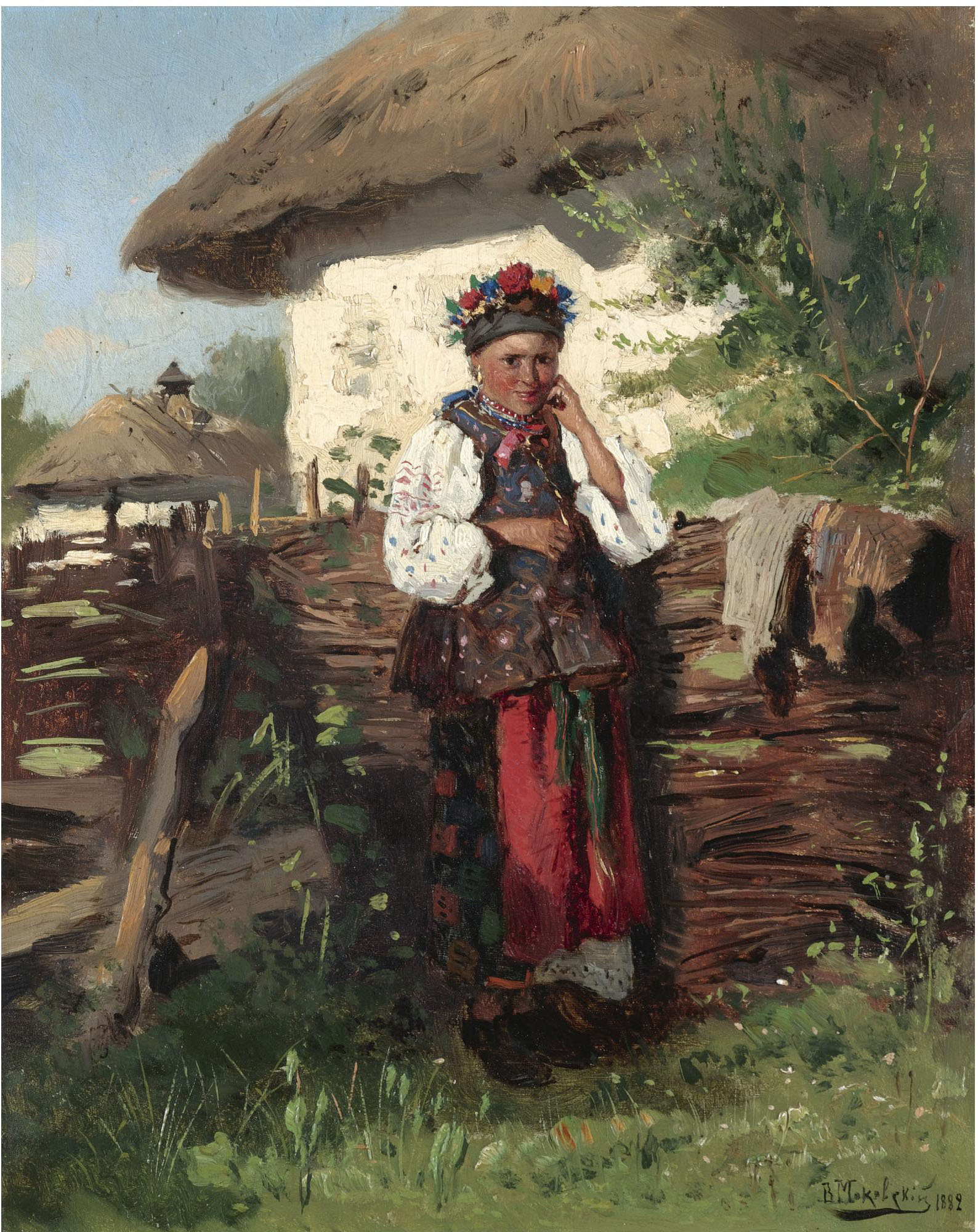
"Українка", 1884.
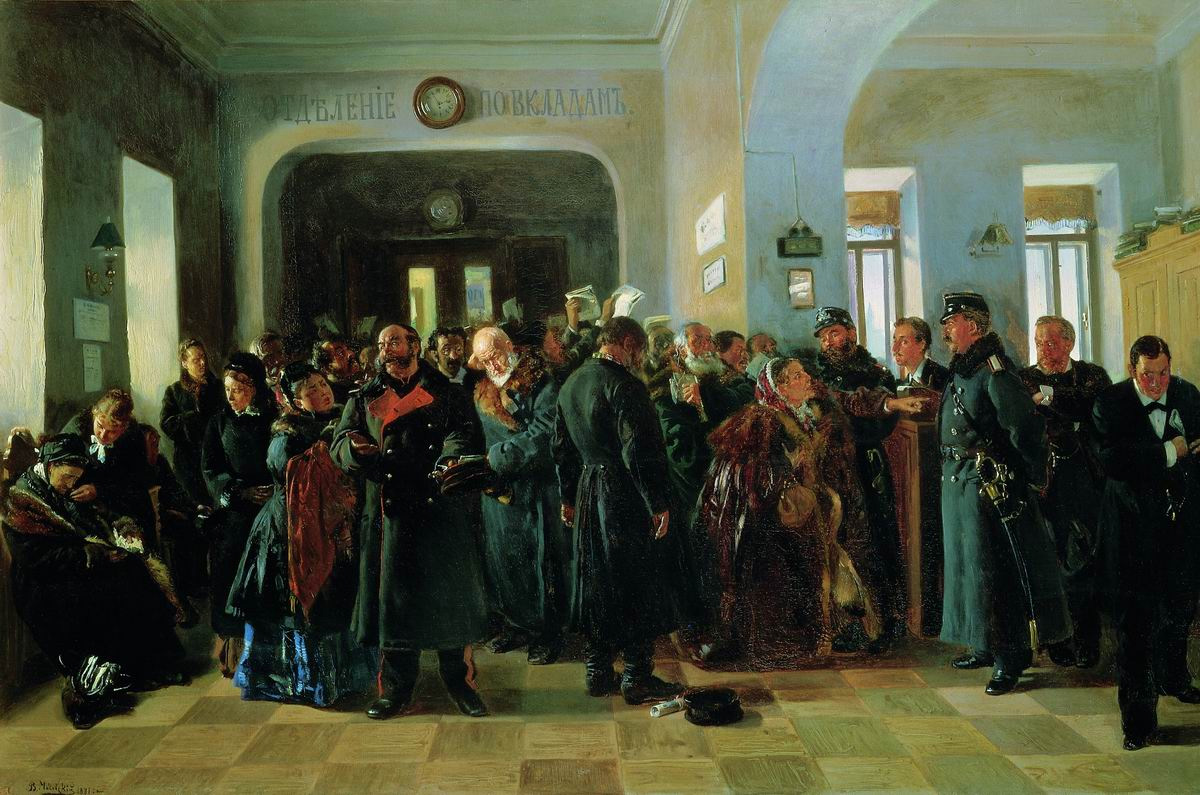
"Крах банку", 1881.
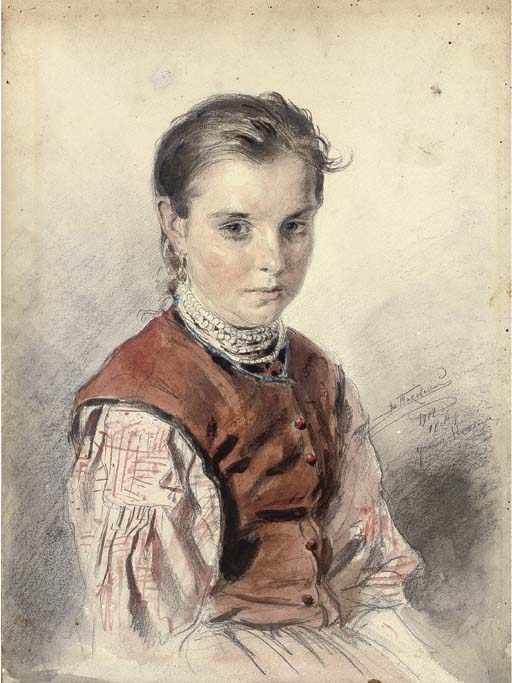
"Українська селянська дівчинка", 1905.
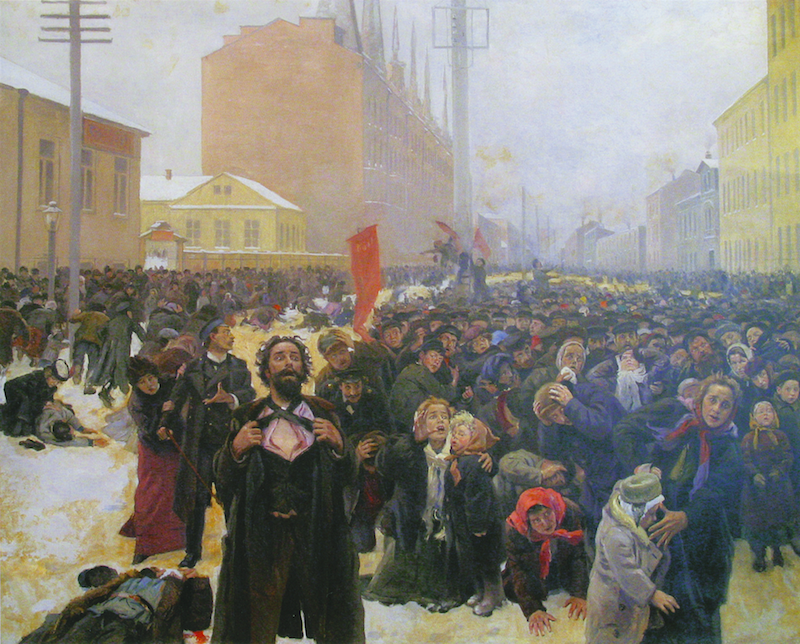
Етюд картини "9 січня 1905 року на Васильєвському острові", 1905.
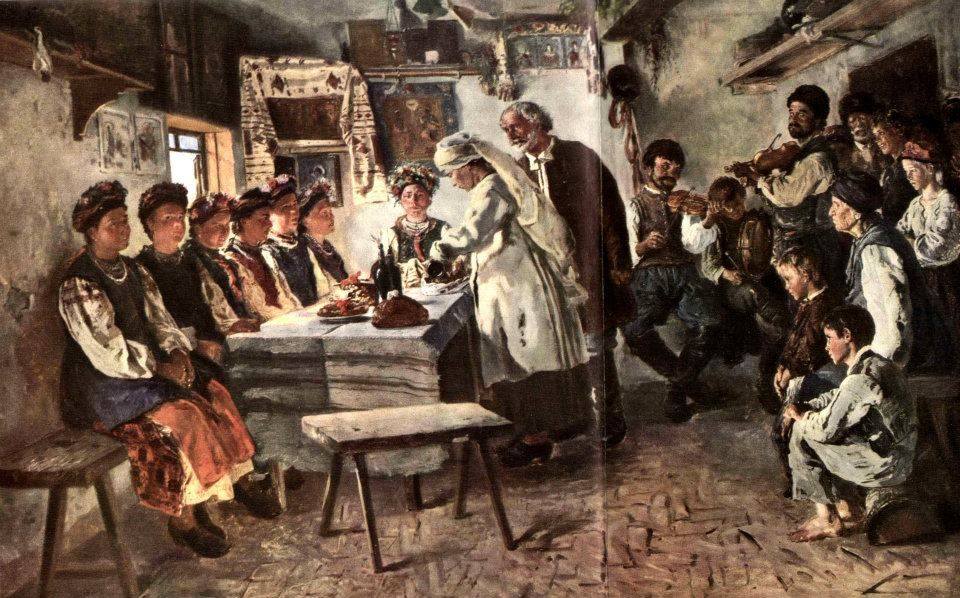
Дівич-вечір, 1883.
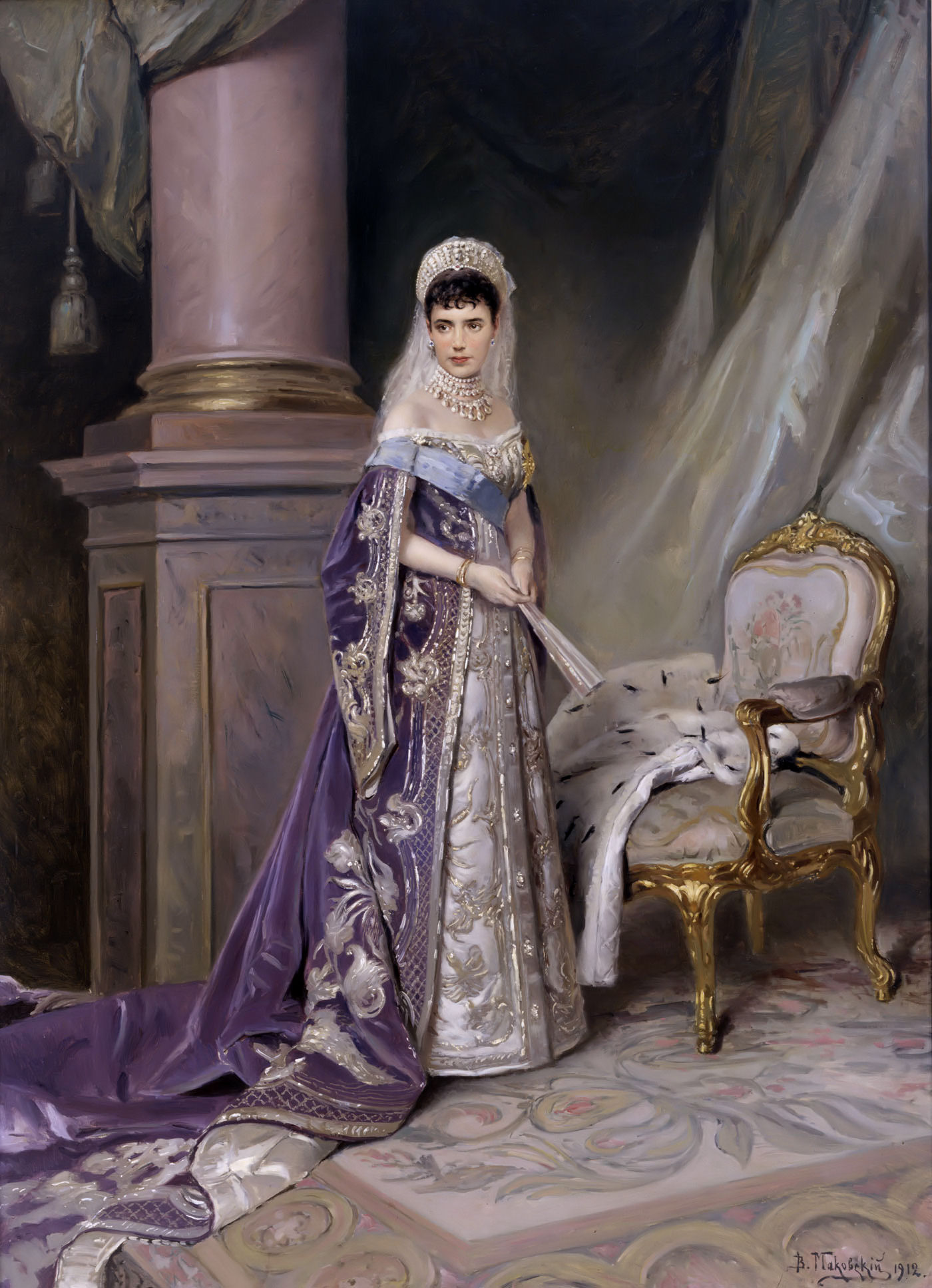
Марія Федорівна, 1912